# Amalie Falke von Lilienstein

Bertha Czegka: Bildnis der Baronesse Falke (1902).

Baronesse Amalie Falke von Lilienstein (* 18. August 1868 in Wien, Österreich-Ungarn; † 8. November 1956 ebenda; nach 1919 Amalie Falke, Pseudonym: A. Falstein) war eine österreichische Schriftstellerin und Übersetzerin.

## Leben
Amalie Falke von Lilienstein war die Tochter des Sektionschefs im österreichischen Ministerium des Äußern Freiherr Johann Falke von Lilienstein († 1897) und eine jüngere Schwester des Dichters Hans Falke von Lilienstein (1862–1932). Mit dem Adelsaufhebungsgesetz 1919 verlor sie ihren adligen Namenstitel.
Zu Amalie Falke von Lilienstein engsten Freundinnen gehörten die schwedische Sozialreformerin Ellen Key und die deutsche Schriftstellerin Franziska Mann, eine Schwester des Sexualforschers Magnus Hirschfeld. Die Freundschaft der drei Frauen war aber gewissen Belastungen ausgesetzt, als sich Falke von Lilienstein, die sich selbst zu den „grandes amoureuses“ zählte, um 1904 in ein unglückseliges „Liebesabenteuer“ mit dem slowenisch-österreichischen Opernsänger Franz Naval stürzte. Der wurde zur gleichen Zeit, ein Jahr nach dem Tod seiner Ehefrau Viljemino Rau, auch von seinem deutschen Impresario Ajo Wiese (1866–1917) umworben. Wiese war ebenfalls mit Key und Mann befreundet.

## Werke
- Das Eulennest, 1894.
- Des Lebens ewiger Dreiklang (Novelle), 1896.
- Erbsünde (Roman), 1897 (2. Auflage 1899).
- Friedel, 1898.
- Die Werdenden (Erzählungen), 1899.
- „Sie“ (Roman), 1900.
- Mädchen (Erzählungen), 1904.
- Das große Talent (Die Geschichte einer bunten Familie), 1906
- Die Stimme vom Berge (Maria, Königin von Rumänien), 1927
- Julius Cäsar (Guglielmo Ferrero), 1925